# Rhipidolestes truncatidens
Rhipidolestes truncatidens är en trollsländeart som beskrevs av Schmidt 1931. Rhipidolestes truncatidens ingår i släktet Rhipidolestes och familjen Megapodagrionidae. Inga underarter finns listade i Catalogue of Life.